# Czarna Wieś (województwo mazowieckie)
Czarna Wieś (d. Czarna-Wielki Młyn) – wieś w Polsce, położona w województwie mazowieckim, w powiecie radomskim, w gminie Pionki. Ma status sołectwa.
| SIMC    | Nazwa                | Rodzaj    |
| ------- | -------------------- | --------- |
| 0630623 | Górki pod Marcelowem | część wsi |
| 0630646 | Pod Drutami          | część wsi |
| 0630652 | Pod Leśnikiem        | część wsi |
| 0630669 | Przyłęk              | część wsi |
| 0630698 | Zastaw               | część wsi |

W latach 1954–1972 wieś należała i była siedzibą władz gromady Czarna. W latach 1957–1975 wieś administracyjnie należała do województwa kieleckiego, następnie w latach 1975–1998 do województwa radomskiego.
Wierni Kościoła rzymskokatolickiego należą do parafii św. Idziego w Suchej.